# Fotbal na Letních olympijských hrách 1996 – turnaj žen
Fotbalový turnaj na Letních olympijských hrách 1996 byl prvním ženským fotbalovým turnajem na olympijských hrách. Vítězem se stala Ženská fotbalová reprezentace Spojených států amerických.

## Kvalifikace
Hlavní článek: Kvalifikace na ženský fotbalový turnaj na Letních olympijských hrách 1996
| - Asie (AFC) - Čína - Japonsko - Jižní Amerika (CONMEBOL) - Brazílie |  | - Evropa (UEFA) - Dánsko - Německo - Norsko - Švédsko - Hostitel - USA |

## Medailistky
| Zlato   | USA    |
| Stříbro | Čína   |
| Bronz   | Norsko |

## Základní skupiny
- Základní skupiny byly označeny jinými písmeny než základní skupiny mužského turnaje.

### Skupina E
| Tým     | Z | V | R | P | VG | IG | +/- | B |
| ------- | - | - | - | - | -- | -- | --- | - |
| Čína    | 3 | 2 | 1 | 0 | 7  | 1  | +6  | 7 |
| USA     | 3 | 2 | 1 | 0 | 5  | 1  | +4  | 7 |
| Švédsko | 3 | 1 | 0 | 2 | 4  | 5  | -1  | 3 |
| Dánsko  | 3 | 0 | 0 | 3 | 2  | 11 | -9  | 0 |

| 21. července 1996 16:00                      |       |        |                                                                                 |
| USA                                          | 3 : 0 | Dánsko | Camping World Stadium, Orlando diváci: 25 303 rozhodčí: Cláudia de Vasconcellos |
| Venturiniová 37' Hammová 41' Milbrettová 49' |       |        | Camping World Stadium, Orlando diváci: 25 303 rozhodčí: Cláudia de Vasconcellos |

| 21. července 1996 16:00 |       |                                       |                                                                     |
| Švédsko                 | 0 : 2 | Čína                                  | Miami Orange Bowl, Miami diváci: 46 724 rozhodčí: Gamal Al-Ghandour |
|                         |       | Shi Guihongová 31' Zhao Lihongová 32' | Miami Orange Bowl, Miami diváci: 46 724 rozhodčí: Gamal Al-Ghandour |

| 23. července 1996 18:00           |       |                       |                                                                               |
| USA                               | 2 : 1 | Švédsko               | Camping World Stadium, Orlando diváci: 28 000 rozhodčí: Bente Ovedie Skogvang |
| Venturiniová 15' MacMillanová 62' |       | Overbecková 64' (vl.) | Camping World Stadium, Orlando diváci: 28 000 rozhodčí: Bente Ovedie Skogvang |

| 23. července 1996 18:00 |       |                                                                                |                                                                    |
| Dánsko                  | 1 : 5 | Čína                                                                           | Miami Orange Bowl, Miami diváci: 34 871 rozhodčí: Benito Archundia |
| Madsenová 55'           |       | Shi Guihongová 10' Liu Ailingová 49' Sun Qingmeiová 29', 59' Fan Yunjieová 36' | Miami Orange Bowl, Miami diváci: 34 871 rozhodčí: Benito Archundia |

| 25. července 1996 18:30 |       |      |                                                                     |
| USA                     | 0 : 0 | Čína | Miami Orange Bowl, Miami diváci: 55 650 rozhodčí: Pierluigi Collina |
|                         |       |      | Miami Orange Bowl, Miami diváci: 55 650 rozhodčí: Pierluigi Collina |

| 25. července 1996 18:30 |       |                                      |                                                                                 |
| Dánsko                  | 1 : 3 | Švédsko                              | Camping World Stadium, Orlando diváci: 17 020 rozhodčí: Cláudia de Vasconcellos |
| Jensenová 90'           |       | Swedbergová 62', 68' Videkullová 76' | Camping World Stadium, Orlando diváci: 17 020 rozhodčí: Cláudia de Vasconcellos |

### Skupina F
| Tým      | Z | V | R | P | VG | IG | +/- | B |
| -------- | - | - | - | - | -- | -- | --- | - |
| Norsko   | 3 | 2 | 1 | 0 | 9  | 4  | +5  | 7 |
| Brazílie | 3 | 1 | 2 | 0 | 5  | 3  | +2  | 5 |
| Německo  | 3 | 1 | 1 | 1 | 6  | 6  | 0   | 4 |
| Japonsko | 3 | 0 | 0 | 3 | 2  | 9  | -7  | 0 |

| 21. července 1996 13:30                       |       |                          |                                                                       |
| Německo                                       | 3 : 2 | Japonsko                 | Legion Field, Birmingham diváci: 44 211 rozhodčí: Sonia Denoncourtová |
| Wiegmannová 5' Tomeiová 29' (vl.) Mohrová 52' |       | Kiokaová 18' Nodaová 33' | Legion Field, Birmingham diváci: 44 211 rozhodčí: Sonia Denoncourtová |

| 21. července 1996 15:00       |       |                   | |
| Norsko                        | 2 : 2 | Brazílie          | Robert F. Kennedy Memorial Stadium, Washington, D.C. diváci: 45 946 rozhodčí: José María García-Aranda |
| Medalenová 32' Aarønesová 68' |       | Pretinha 57', 89' | Robert F. Kennedy Memorial Stadium, Washington, D.C. diváci: 45 946 rozhodčí: José María García-Aranda |

| 23. července 1996 16:30 |       |          |                                                                     |
| Brazílie                | 2 : 0 | Japonsko | Legion Field, Birmingham diváci: 26 111 rozhodčí: Ingrid Jonssonová |
| Kátia 68' Pretinha 78'  |       |          | Legion Field, Birmingham diváci: 26 111 rozhodčí: Ingrid Jonssonová |

| 23. července 1996 18:30                   |       |                              |                                                                                             |
| Norsko                                    | 3 : 2 | Německo                      | Robert F. Kennedy Memorial Stadium, Washington, D.C. diváci: 28 000 rozhodčí: Edward Lennie |
| Aarønesová 5' Medalenová 34' Riiseová 65' |       | Wiegmannová 32' Prinzová 62' | Robert F. Kennedy Memorial Stadium, Washington, D.C. diváci: 28 000 rozhodčí: Edward Lennie |

| 25. července 1996 16:30 |       |                  |                                                                       |
| Brazílie                | 1 : 1 | Německo          | Legion Field, Birmingham diváci: 28 319 rozhodčí: Sonia Denoncourtová |
| Sissi 53'               |       | Wunderlichová 4' | Legion Field, Birmingham diváci: 28 319 rozhodčí: Sonia Denoncourtová |

| 25. července 1996 18:30                               |       |          |                                                                                               |
| Norsko                                                | 4 : 0 | Japonsko | Robert F. Kennedy Memorial Stadium, Washington, D.C. diváci: 30 237 rozhodčí: Omar Al-Mehanna |
| Pettersenová 25', 86' Medalenová 60' Tangeraasová 74' |       |          | Robert F. Kennedy Memorial Stadium, Washington, D.C. diváci: 30 237 rozhodčí: Omar Al-Mehanna |

## Play off
|  | Semifinále | Semifinále  | Semifinále |  |  | Finále      | Finále      | Finále      |
|  |            |             |            |  |  |             |             |             |
|  |            | Čína        | 3          |  |  |             |             |             |
|  |            | Brazílie    | 2          |  |  |             |             |             |
|  |            |             |            |  |  |             | USA         | 2           |
|  |            |             |            |  |  |             | Čína        | 1           |
|  |            | Norsko      | 1          |  |  |             |             |             |
|  |            | USA (prod.) | 2          |  |  | Třetí místo | Třetí místo | Třetí místo |
|  |            |             |            |  |  |             | Brazílie    | 0           |
|  |            |             |            |  |  |             | Norsko      | 2           |

### Semifinále
| 28. července 1996 15:00                   |       |                         |                                                                    |
| Čína                                      | 3 : 2 | Brazílie                | Sanford Stadium, Athens diváci: 64 196 rozhodčí: Ingrid Jonssonová |
| Sun Qingmeiová 5' Wei Haiyingová 83', 90' |       | Roseli 67' Pretinha 72' | Sanford Stadium, Athens diváci: 64 196 rozhodčí: Ingrid Jonssonová |

| 28. července 1996 17:30 |                |                                       |                                                                      |
| Norsko                  | 1 : 2 (prodl.) | USA                                   | Sanford Stadium, Athens diváci: 64 196 rozhodčí: Sonia Denoncourtová |
| Medalenová 18'          |                | Akersová 76' (pen.) MacMillanová 100' | Sanford Stadium, Athens diváci: 64 196 rozhodčí: Sonia Denoncourtová |

### O 3. místo
| 1. srpna 1996 18:00 |       |                     |                                                                    |
| Brazílie            | 0 : 2 | Norsko              | Sanford Stadium, Athens diváci: 76 489 rozhodčí: Ingrid Jonssonová |
|                     |       | Aarønesová 21', 25' | Sanford Stadium, Athens diváci: 76 489 rozhodčí: Ingrid Jonssonová |

### Finále
| 1. srpna 1996 20:30 |       |                                  |                                                                        |
| Čína                | 1 : 2 | USA                              | Sanford Stadium, Athens diváci: 76 489 rozhodčí: Bente Ovedie Skogvang |
| Sun Wen 32'         |       | MacMillanová 19' Milbrettová 68' | Sanford Stadium, Athens diváci: 76 489 rozhodčí: Bente Ovedie Skogvang |